# Both Sides
| 전문가 평가          | 전문가 평가 |
| 평가 점수            | 평가 점수   |
| 출처                 | 점수        |
| -------------------- | ----------- |
| AllMusic             | [ 1 ]       |
| Entertainment Weekly | B−          |
| Goldmine             | [ 3 ]       |
| The Irish News       | [ 4 ]       |
| PopMatters           | [ 5 ]       |
| Powermetal.de        | 9/10        |
| Rolling Stone        | [ 7 ]       |
| Scunthorpe Telegraph | 10/10       |

《Both Sides》는 영국의 싱어송라이터 필 콜린스의 다섯 번째 솔로 스튜디오 음반이다. 어덜트 오리엔티드 소프트 록 기반의 사운드를 특징으로 하며, 1993년 11월 8일, 영국에서는 버진, 미국에서는 애틀랜틱을 통해 발매되었다. 콜린스는 외부 작곡가나 연주자와의 협업 없이 이 음반을 전적으로 혼자 제작하였다. 이 음반은 대체로 긍정적인 비평을 받았으며, 올뮤직의 스티븐 토마스 얼와인은 이 음반의 곡들이 "예술적으로 만족스럽다"고 평하며 "불안하고, 잊히지 않는 이야기들"을 담고 있다고 언급하였다.
이 음반은 상업적으로 성공을 거두어, 영국에서는 1위, 오스트레일리아에서는 8위, 미국에서는 13위에 올랐다. 콜린스는 음반 발매와 함께 매우 성공적인 Both Sides of the World Tour를 진행하였다. 이 투어는 1년 이상 이어지며 100회가 넘는 공연을 포함했다.
1995년, 동남아시아와 오스트레일리아에서 《Live from the Board – Official Bootleg EP》를 두 번째 디스크로 포함한 스페셜 2디스크 에디션 《Far Side... of the World: Gold Souvenir Tour Edition》이 발매되었다. 이 음반은 오스트레일리아에서 13위에 올랐다.  새로 리마스터된 2디스크 디럭스 에디션은 2016년 1월 29일, 콜린스의 스튜디오 음반 재발매 시리즈 《Take a Look at Me Now》의 일환으로 발매되었다.
2016년 《가디언》과의 인터뷰에서 콜린스는 《Both Sides》를 "작곡과 창작 측면에서 가장 좋아하는 음반"이라고 밝혔다. 콜린스는 또한 다음과 같이 말했다. "이건 정말 철저한 솔로 음반이었어요. 모든 악기를 제가 연주했죠. 곡들이 그냥 저절로 쏟아져 나왔어요. 작곡가로서 그런 순간을 꿈꾸게 마련이죠. 두 번째 이혼이었어요! 당시 인간관계가 얽히고 설켰다고 말하는 편이 더 정확할 거예요. 모든 게 정말 자연스럽게 흘러나왔어요."

## 배경
《Both Sides》는 필 콜린스가 평소 작업을 함께하던 프로듀서 휴 패덤, 기타리스트 대릴 스투어머, 베이시스트 릴랜드 스클라, 그리고 피닉스 혼스 없이 완전히 혼자 제작한 음반이다. 자택에서 데모 녹음을 마친 뒤, 프로듀서 겸 엔지니어 폴 고머솔의 도움을 받아 더 팜 스튜디오에서 6주 만에 완성되었다. 필 콜린스가 이 음반의 모든 악기를 직접 연주한 것으로 종종 잘못 알려져 있으나, 실제로 기타 파트는 키보드를 통해 연주된 컴퓨터 생성 사운드였다. 그 결과 이 음반은 콜린스의 가장 개인적인 음반으로 평가된다. 그는 "최종적으로 17곡이 있었고, 그 분위기에 맞지 않는 곡들은 모두 제외했다. 퍼포먼스 면에서 보면, 지금까지 한 작업 중 가장 많은 마음과 영혼이 담겼다"고 밝혔다.
또한 콜린스는 처음으로 각 곡의 의미를 설명하는 슬리브 노트를 작성했다. 이 음반에서는 콜린스의 감정과 개인적인 문제, 그리고 정치적 이슈가 다루어진다. 〈We Wait and We Wonder〉에서는 정치와 "영국이 매일같이 살아가는 테러리즘의 그림자"를 주제로 삼았으며, 〈We're Sons of Our Fathers〉에서는 청년 문화에 대한 성숙한 환멸을 표현했다. 《Both Sides》의 전체적인 사운드는 관계의 붕괴와 상실을 주제로 한 초기 음반 《Face Value》와 《Hello, I Must Be Going!》의 어둡고 우울한 스타일로 회귀한 것으로 평가된다. 이들 음반이 제작될 당시와 마찬가지로, 《Both Sides》 작업 시기에도 콜린스는 질 타벨먼과의 결혼 생활이 파탄에 이르고 있었다. 자신의 감정이 노래에 미친 영향에 대해 그는 "나는 지금 이 지점에 도달했다. 매우 내밀하고, 매우 사적인 노래들이 쉽게 흘러나왔다. 갑자기 할 말이 많아졌다는 느낌을 받았다"고 밝혔다.

## 곡 목록
모든 곡들은 필 콜린스에 의해 작사/작곡하였다.
| #   | 제목                          | 재생 시간 |
| --- | ----------------------------- | --------- |
| 1.  | 〈Both Sides of the Story〉   | 6:42      |
| 2.  | 〈Can't Turn Back the Years〉 | 4:40      |
| 3.  | 〈Everyday〉                  | 5:43      |
| 4.  | 〈I've Forgotten Everything〉 | 5:15      |
| 5.  | 〈We're Sons of Our Fathers〉 | 6:24      |
| 6.  | 〈Can't Find My Way〉         | 5:09      |
| 7.  | 〈Survivors〉                 | 6:05      |
| 8.  | 〈We Fly So Close〉           | 7:33      |
| 9.  | 〈There's a Place for Us〉    | 6:52      |
| 10. | 〈We Wait and We Wonder〉     | 7:01      |
| 11. | 〈Please Come Out Tonight〉   | 5:46      |

## 인증
| 국가                                                  | 인증        | 판매량/출하량 |
| ----------------------------------------------------- | ----------- | ------------- |
| 오스트레일리아 (ARIA)                                 | 플래티넘    | 70,000^       |
| 오스트리아 (IFPI 오스트리아)                          | 플래티넘    | 50,000*       |
| 브라질 (Pro-Música Brasil)                            | 골드        | 100,000*      |
| 칠레                                                  | 6× 플래티넘 | 150,000       |
| 프랑스 (SNEP)                                         | 플래티넘    | 300,000*      |
| 독일 (BVMI)                                           | 3× 플래티넘 | 1,500,000^    |
| 일본 (RIAJ)                                           | 골드        | 100,000^      |
| 네덜란드 (NVPI)                                       | 플래티넘    | 100,000^      |
| 뉴질랜드 (RMNZ)                                       | 플래티넘    | 15,000^       |
| 노르웨이 (IFPI 노르웨이)                              | 플래티넘    | 50,000*       |
| 스페인 (PROMUSICAE)                                   | 2× 플래티넘 | 200,000^      |
| 스웨덴 (GLF)                                          | 골드        | 50,000^       |
| 스위스 (IFPI 스위스)                                  | 플래티넘    | 50,000^       |
| 영국 (BPI)                                            | 2× 플래티넘 | 600,000^      |
| 미국 (RIAA)                                           | 플래티넘    | 1,000,000^    |
| *판매량을 기반으로 한 인증 ^출하량을 기반으로 한 인증 |             |               |